# Untergebensbach
Untergebensbach ist ein Gemeindeteil der Stadt Dorfen im oberbayerischen Landkreis Erding. 

## Lage
Der Weiler Untergebensbach liegt an einem Oberlauf des Kothbachs in der Luftlinie 5,5 Kilometer nordöstlich von Dorfen und 5,5 Kilometer südöstlich von Taufkirchen.

## Sabeten- oder Seibold-Kapelle
Die sogenannte Sabeten- oder Seibold-Kapelle ist eine südlich des Weilers im Unterfeld gelegene Flurkapelle. Der Putzbau mit Satteldach und Eckpilaster stammt aus der Zeit nach 1813. Er ist mit seiner Ausstattung in die Liste der Baudenkmäler in Dorfen eingetragen.

## Bevölkerungsentwicklung
Um 1871 gab es in Untergebensbach 33 Einwohner. Im Mai 1987 lebten dort 19 Einwohner in sechs Wohngebäuden.
| Jahr      | 1871 | 1925 | 1950 | 1970 | 1987 |
| Einwohner | 33   | 32   | 46   | 32   | 19   |